# Paskov-ház
A Paskov-ház (oroszul: Пашко́в дом) neoklasszicista stílusban épült villa Moszkva belvárosában, amely egy kisebb dombon áll a Kreml nyugati falával szemben, a Mohovaja és a Vozdvizsenka utcák kereszteződése mellett. Tervezője Vaszilij Bazsenov, építésére 1784–1786 között került sor, Pjotr Paskov moszkovita nemesember számára. A 19. században ez az épület adott otthont a Rumjancev Múzeumnak, Moszkva első nyilvános múzeumának. Jelenleg (2019) az Oroszországi Állami Könyvtár tulajdonában áll. A villa szerepel Mihail Bulgakov A Mester és Margarita című művében is.

## Fordítás
- Ez a szócikk részben vagy egészben  a   Pashkov House című angol Wikipédia-szócikk ezen változatának fordításán alapul.  Az eredeti cikk szerkesztőit annak laptörténete sorolja fel. Ez a jelzés csupán a megfogalmazás eredetét és a szerzői jogokat jelzi, nem szolgál a cikkben szereplő információk forrásmegjelöléseként.